# Batalla de Cornualles
La batalla de Cornualles, del 2 de agosto de 1595, fue un ataque a las costas británicas por parte de la Corona Española en la que se arrasaron varias villas inglesas del Condado de Cornualles. Fue una de las varias veces que España ha invadido territorios de Inglaterra.

## Antecedentes

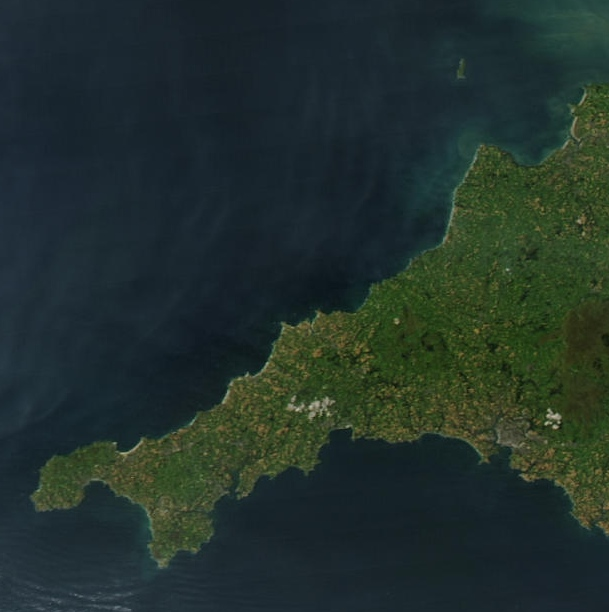
La península de Cornualles, lugar del desembarco, vista desde el espacio.

Tras el asesinato de Enrique III de Francia, la Corona francesa recayó en el protestante Enrique III de Navarra. La Liga Católica, el papa Sixto V y el rey Felipe II de España se negaron a reconocerlo como rey de Francia. Así, el rey español envió en 1590 una expedición al país galo al mando de Juan del Águila.
Los ingleses, como protestantes y enemigos de España por la guerra que había comenzado en 1585, apoyaron a Enrique de Navarra y enviaron tropas a Francia.

## Combate
En 1595 Juan del Águila decidió organizar una expedición de castigo contra Inglaterra. La expedición fue encomendada a Carlos de Amésquita, quien, al mando de tres compañías de arcabuceros (unos 400 hombres), zarpó el 26 de julio de Blavet (actual Port-Louis) en cuatro galeras (Capitana, Patrona, Peregrina y Bazana)  de la escuadra de Pedro de Zubiaur. Tras recalar en Penmarch, desembarcaron en Inglaterra en la bahía de Mounts (Cornualles) el 2 de agosto.
Las milicias inglesas, que aglutinaban a varios miles de hombres y eran la piedra angular de la defensa inglesa en caso de invasión de tropas españolas, arrojaron las armas y huyeron presas del pánico. En dos días los españoles tomaron todo lo que necesitaban y quemaron las localidades de Mousehole, Paul, Newlyn y Penzance. También desmontaron la artillería de los fuertes ingleses y la embarcaron en las galeras. 
Al final del día, celebraron una tradicional misa católica en suelo inglés, prometiendo construir una iglesia después de que Inglaterra fuera derrotada. Embarcaron de nuevo, arrojaron a todos los prisioneros a las playas, hundieron una embarcación de la Royal Navy que les había dado alcance y esquivaron una flota de guerra al mando de Francis Drake y John Hawkins que había sido enviada para expulsarlos.

## Vuelta a Francia
El 5 de agosto, un día después de zarpar de vuelta a Francia, se toparon con una escuadra holandesa de 46 barcos de la que consiguieron escapar no sin antes hundir dos buques enemigos. El 10 de agosto, Amézquita y sus hombres desembarcaron victoriosos en Blavet, aunque previamente habían parado de nuevo en Penmarch, donde se llevaron a cabo algunas reparaciones. La expedición se saldó con 20 bajas, todas ellas en la escaramuza contra los holandeses.

## Consecuencias
La expedición de Amésquita fue una de las pocas veces en que soldados españoles desembarcaron en Inglaterra (pero no la única).
El control de puertos en el canal de la Mancha, la facilidad del desembarco de Amésquita en 1595 y la debilidad de las tropas de tierra de Inglaterra (milicias que abandonaron sus armas) alentaron la creación de otra nueva flota de invasión en 1597.